# Provincia de Henao
La provincia de Henao (en francés: Hainaut, en neerlandés: Henegouwen, en alemán: Hennegau) es una de las provincias del reino de Bélgica, situada en la Región Valona.
Limita al norte con las provincias flamencas de Flandes Occidental, Flandes Oriental y Brabante Flamenco; al oeste y al sur con los departamentos franceses de Norte y Ardenas y al este con las provincias valonas de Brabante Valón y Namur.
La región comprende una superficie de 3787 km², donde viven un total de 1 323 196 habitantes. Su capital es Mons (en francés Mons y en neerlandés, Bergen). Aparte de la capital, otras ciudades importantes de la provincia son Charleroi, Tournai y La Louvière.

## Historia
Durante el Imperio romano, entre los siglos I y IV, la región de Henao formó parte de la llamada Gallia Belgica, bajo cuyo dominio permaneció hasta las llamadas invasiones bárbaras, momento en que quedó bajo dominio de los francos, tras un breve período en que formó parte del llamado Imperio Galo, un reino independiente con existencia efímera.
Durante la Alta Edad Media, la región quedó incorporada a los dominios de la dinastía Merovingia y de la dinastía Carolingia.
En el período feudal, entre los siglos IX y XVIII, Henao fue un condado independiente, aunque integrado luego en los dominios primero de la Casa de Borgoña (con Felipe III de Borgoña), posteriormente de los Habsburgo y finalmente de España.
Durante estos siglos, el territorio fue objeto de frecuentes batallas entre las tropas españolas y francesas por el control de los Países Bajos españoles, de los que Henao formaba parte.
En 1678, por los Tratados de Nimega, el condado fue repartido entre España y Francia, para pasar a manos de la rama austriaca de los Habsburgo tras la guerra de sucesión española. El territorio, pues, fue español hasta 1714, firma del Tratado de Baden.
En agosto de 1914, durante la Primera Guerra Mundial, el territorio fue ocupado por los alemanes, tras algunas sangrientas batallas (batalla de Charleroi y batalla de Mons), como ruta de avance de los alemanes hacia Francia, según lo previsto en el Plan Schlieffen.
Durante la Segunda Guerra Mundial, volvió a ser escenario de combates tras la invasión de la Wehrmacht del Tercer Reich en 1940, al igual que durante la Liberación, en 1944, con el avance de las tropas aliadas.

## Geografía

### Geografía física
La provincia se encuentra al sudoeste de Bélgica, en la frontera con el departamento francés de Norte, ocupando una superficie total de 3786 km².
En términos generales, a excepción de una parte de la provincia que pertenece a la zona de las Ardenas, se trata de una provincia completamente llana. La altitud de la provincia está comprendida entre los 10 metros (Celles) y los 385 metros (L'Escaillère).
La provincia de Henao se encuentra regada por los ríos Haine, Escalda, Dendre y Sambre.

### Organización territorial
La capital provincial se encuentra en la ciudad de Mons. Otras ciudades importantes de la provincia son Charleroi, La Louvière, Mouscron y Tournai.
Henao está dividida en varias comarcas o distritos, cada uno de ellos compuestos por varios municipios. Los arrondissements son:

Mapa de la provincia de Henao

- Distrito de Ath, formado por las siguientes Communes:
  - Ath
  - Belœil
  - Bernissart
  - Brugelette
  - Chièvres
  - Ellezelles
  - Frasnes-lez-Anvaing
  - Flobecq
- Distrito de Charleroi, formado por las siguientes Communes:
  - Aiseau-Presles
  - Chapelle-lez-Herlaimont
  - Charleroi
  - Châtelet
  - Courcelles
  - Farciennes
  - Fleurus
  - Fontaine-l'Évêque
  - Gerpinnes
  - Les Bons Villers
  - Manage
  - Montigny-le-Tilleul
  - Pont-à-Celles
  - Seneffe
- Distrito de Mons, formado por las siguientes Communes:
  - Boussu
  - Colfontaine
  - Dour
  - Frameries
  - Hensies
  - Honnelles
  - Jurbise
  - Lens
  - Mons
  - Quaregnon
  - Quévy
  - Quiévrain
  - Saint-Ghislain
- Distrito de Mouscron, formado por las siguientes Communes:
  - Comines-Warneton Komen-Waasten (en neerlandés)
  - Mouscron Moeskroen (en neerlandés)
- Distrito de Soignies, formado por las siguientes Communes:
  - Braine-le-Comte
  - Écaussinnes
  - Enghien
  - La Louvière
  - Le Rœulx
  - Lessines
  - Silly
  - Soignies
- Distrito de Thuin, formado por las siguientes Communes:
  - Anderlues
  - Beaumont
  - Binche
  - Chimay
  - Erquelinnes
  - Estinnes
  - Froidchapelle
  - Ham-sur-Heure-Nalinnes
  - Lobbes
  - Merbes-le-Château
  - Momignies
  - Morlanwelz
  - Sivry-Rance
  - Thuin
- Distrito de Tournai, formado por las siguientes Communes:
  - Antoing
  - Brunehaut
  - Celles
  - Estaimpuis
  - Leuze-en-Hainaut
  - Mont-de-l'Enclus
  - Pecq
  - Péruwelz
  - Rumes
  - Tournai

### Población porarrondissement
Población de derecho el 1 de julio de cada año:
| Arrondissement              | 01-07-2003 | 01-07-2004 | 01-07-2005 | 01-07-2006 |
| --------------------------- | ---------- | ---------- | ---------- | ---------- |
| Arrondissement de Ath       | 80 188     | 80 376     | 80 702     | 81 351     |
| Arrondissement de Charleroi | 420 414    | 420 863    | 421 586    | 422 121    |
| Arrondissement de Mons      | 248 431    | 248 776    | 248 828    | 249 323    |
| Arrondissement de Mouscron  | 69 658     | 69 822     | 70 111     | 70 619     |
| Arrondissement de Soignies  | 175 949    | 176 872    | 177 812    | 179 441    |
| Arrondissement de Thuin     | 146 127    | 146 343    | 146 621    | 147 205    |
| Arrondissement de Tournai   | 140 960    | 141 081    | 141 512    | 141 790    |
| Provincia de Henao          | 1 281 727  | 1 284 133  | 1 287 172  | 1 291 850  |

- Fuente: Instituto Nacional de Estadística de Bélgica[1]

### Población estimada a 1 de enero de 2018
- Aiseau-Presles 10 788
- Anderlues 12 254
- Antoing 7760
- Ath 29 164
- Beaumont 7137
- Belœil 14 032
- Bernissart 11 868
- Binche 33 598
- Boussu 19 856
- Braine-le-Comte 21 649
- Brugelette 3658
- Brunehaut 8105
- Celles 5665
- Chapelle-lez-Herlaimont 14 900
- Charleroi 201 816
- Châtelet 36 101
- Chièvres 6899
- Chimay 9841
- Colfontaine 20 762
- Comines-Warneton 18 063
- Courcelles 31 376
- Dour 16 716
- Écaussinnes 11 135
- Ellezelles 6001
- Enghien 13 734
- Erquelinnes 9940
- Estaimpuis 10 424
- Estinnes 7715
- Farciennes 11 247
- Fleurus 22 738
- Flobecq 3420
- Fontaine-l'Évêque 17 801
- Frameries 21 878
- Frasnes-lez-Anvaing 11 740
- Froidchapelle 3953
- Gerpinnes 12 660
- Ham-sur-Heure-Nalinnes 13 529
- Hensies 6828
- Honnelles 5139
- Jurbise 10 417
- La Louvière 80 637
- Le Rœulx 8617
- Lens 4508
- Les Bons Villers 9457
- Lessines 18 552
- Leuze-en-Hainaut 13 886
- Lobbes 5862
- Manage 23 122
- Merbes-le-Château 4251
- Momignies 5309
- Mons 95 299
- Mont-de-l'Enclus 3720
- Montigny-le-Tilleul 10 136
- Morlanwelz 19 019
- Mouscron 58 234
- Pecq 5598
- Péruwelz 17 113
- Pont-à-Celles 17 287
- Quaregnon 19 006
- Quévy 8105
- Quiévrain 6759
- Rumes 5186
- Saint-Ghislain 23 335
- Seneffe 11 272
- Silly 8407
- Sivry-Rance 4833
- Soignies 27 603
- Thuin 14 671
- Tournai 69 554[2]

## Economía
A principios del siglo XXI, Henao es una de las provincias de Bélgica con menor renta per cápita. Ello se debe a que la economía provincial se basa especialmente en el sector primario (agricultura y ganadería, sobre todo), aunque existen también algunas pequeñas industrias, representativas del sector secundario, y existe una incipiente presencia del sector terciario (o de servicios), especialmente representado por el turismo.

## Gobernadores
- 1836 - 1841: Jean-Baptiste Thorn (liberal)
- 1841 - 1845: Charles Liedts (liberal)
- 1848 - 1849: Adolphe de Vrière (liberal)
- Édouard Mercier (liberal)
- Augustin Dumon-Dumortier (liberal)
- Louis Troye (liberal)
- 1870 - 1878: Joseph de Riquet de Caraman-Chimay (Partido Católico)
- 1878: Auguste Wanderpepen
- 1878 - 1884: Oswald de Kerchove de Denterghem (liberal)
- 1884 - 1885: Auguste Vergote
- 1885 - 1889: Joseph d'Ursel (Partido Católico)
- 1889 - 1893: Charles d'Ursel (Partido Católico)
- 1893 - 1908: Raoul du Sart de Bouland
- 1908 - 1937: Maurice Damoiseaux
- 1937 - 1940: Henri Van Mol
- 1944 - 1967: Émile Cornez
- 1983 - 2004: Michel Tromont (Partido Reformista Liberal)
- 2004 - ?: Claude Durieux (Partido Socialista)

## Personajes conocidos
- Felipe II de Borgoña
- Louis Lambillotte